# Эрнст Фридрих II Саксен-Гильдбурггаузенский
Эрнст Фридрих II Саксен-Гильдбурггаузенский (нем. Ernst Friedrich II von Sachsen-Hildburghausen; 17 декабря 1707, Хильдбургхаузен — 13 августа 1770, Хильдбургхаузен) — герцог Саксен-Гильдбурггаузенский.

## Биография
Эрнст Фридрих II был сыном саксен-гильдбурггаузенского герцога Эрнста Фридриха I и Софии Альбертины. Он получил образование в Йене, Женеве и Утрехте и вместе с братом Людвигом Фридрихом в 1722 году совершил поездку во Францию, где присутствовал на коронации Людовика XV. В 1724 году, когда ему было ещё 17 лет, скончался его отец, и Эрнст Фридрих II стал герцогом; до достижения им 21 года регентом при нём была его мать, которая сумела немного поправить финансовое состояние герцогства. Тем не менее, денег не хватало, и в 1729 году пришлось закрыть открытую в 1715 году гимназию. В 1730 году по инициативе герцогини-матери был издан специальный указ о защите иудеев, а в 1732 году герцогство дало приют изгнанным из Зальцбургского княжества-епископства протестантам.
В 1733 году в Вене по протекции своего дяди Иосифа Фридриха император Карл VI присвоил Эрнсту Фридриху II звание генерал-лейтенанта; в 1743 году в звании генерал-лейтенанта он поступил на службу к курфюрсту Пфальца Карлу IV Теодору, получив под своё начало пехотный полк. Впоследствии император Карл VII присвоил Эрнсту Фридриху II звание генерал-фельдцейхмейстера.

## Семья и дети
19 июня 1726 года Эрнст Фридрих II женился в Фюрстенау на Каролине фон Эрбах-Фюрстенау. У них было четверо детей:
- Эрнст Фридрих III (1727—1780)
- Фридрих Август Альбрехт (1728—1735)
- Фридрих Вильгельм Евгений (1730—1795)
- София Амалия Каролина (1732—1799)